# Morfeusz (Csillagkapu)

## Ismertető
| Figyelem: Itt a Csillagkapu 10. évadjának cselekményét vagy a végkifejletet is olvashatod. |

Miután az CSKP megtudja, hogy az Ori újabb hat bolygót térített meg sikeresen, a CSK csapat küldetésre indul, hogy megkeresse azt a fegyvert, amiről Daniel Jackson azt hiszi, hogy az a kulcsa az Ori legyőzésének. A csapat tudósokkal kiegészülve elindul, és a bolygón régóta halott emberek maradványait találja, akik valamilyen rejtélyes betegségben haltak meg. A legfurcsábbnak azt találják, hogy mind az ágyukban fekszenek, láthatóan alvás közben végzett velük a kór.
Mielőtt még érdemben elkezdenének kutatni a rejtély után, a küldetésen részt vevők is megfertőződnek, egy olyan betegséggel, ami az agyukat befolyásolva, hatalmas fáradtságot érezve. Felfedezik, hogy egy parazita ékelődik be a megbetegedettek agyába, amely egy enzimmel táplálkozik, mellékhatásként pedig olyan szert termelve, ami elalvásra készteti az embereket. A parazita folyamatos növekedése a fertőzöttek halálával végződik.
Cameron Mitchell és Teal’c felfedez egy olyan élőlényt, amely láthatóan immunissá vált a betegségre ebben a teljesen kihalt világban. Míg ők megpróbálnak befogni egy ilyen példányt, addig Daniel Jackson és Samantha Carter tovább kutatja az elveszett Ori-ellenes fegyver nyomait. Mindegyikük élénkítőszerekkel próbál ellenállni a rajtuk is mindinkább jelentkező alvási kényszeren.
Eközben a Földön Vala készül a pszichológiai tesztjére, ennek eredményétől is függ, hogy bekerülhet-e majd egy CSK csapatba. Landry tábornok próbálja megnyugtatni, hogy a teszt egyszerű, ezen minden CSKP dolgozó túlesett, de Vala az internet, és a Daniel számítógépe jelszavának feltörése után megpróbálja kikutatni a "100%-os válaszokat".
Richard Woolsey folyamatosan vizsgálódik, jelentést kell készítenie a CSK program felett őrködő nemzetközi bizottságnak, a jelentés fényében jelentős változtatásokat is eszközölhetnek.
Vala tökéletesen felkészült a tesztre, a pszichológus akármelyik ismert módszerrel próbálkozik, Vala a tökéletes, hivatalos választ adja. Többszöri próbálkozás után, a pszichológus is kezdi elveszíteni a reményét arra, hogy Vala-ból ki tud szedni valódi válaszokat.
A küldetésen Teal'c és Mitchell elindul, hogy begyűjtsön egy élő példányt a fertőzésre immunis állatról, de visszafele tartva a kutatóbázisra, Mitchell elesik, és nem bír felkelni. Elküldi Teal'c-et, hogy még mielőtt mindenki elalszik, próbáljanak meg ellenszert találni a féreg által okozott betegségre. Samantha-t és a többieket a Földről érkezett mentőosztag karanténegységekben a Földre szállítja. A CSK csapat ébredése után kiderül, hogy a Teal'c által elhozott állatból sikerült kifejleszteni az ellenszert.
Közben Vala már készül elmenni a CSKP-ról egy ismeretlen világba, mert úgy érzi, hogy a tesztjére sosem kapja meg a "teljesített" értékelést, és sosem lehet CSK tag. Ekkor Landry tábornok elmondja neki, hogy sikerült a teszt, és Woolsey közli, jelentésében el fogja mondani, hogy a CSKP parancsnokság a tökéletes megoldás a Csillagkapu projekt kézben tartására, és a saját életét is rájuk bízná.
A CSK csapat felkészülhet, hogy életükben először, ellátogassanak Atlantisz városába.

## Külső hivatkozások
- Epizódismertető a csillagkapu.hu-n
- Stargate Wiki link (angolul)